# Hadranellus
Hadranellus is een geslacht van vliesvleugeligen uit de familie Eulophidae. De wetenschappelijke naam van dit geslacht is voor het eerst geldig gepubliceerd in 1994 door LaSalle & Boler.

## Soorten
Het geslacht Hadranellus is monotypisch en omvat slechts de volgende soort:
- Hadranellus anomalus LaSalle & Boler, 1994